# Les Glochos
Les Glochos est un groupe de musique humoristique français, originaire de Pontivy, dans le Morbihan. Les Glochos tournent en Bretagne. Des tournées sont organisées également en France, dans les pays francophones et au Québec.

## Biographie
Les Glochos se forment au début des années 2000 et sortent un premier album intitulé Camembert. En 2008, ils comptent plus de 100 000 exemplaires d'albums vendus. En 2016, ils sortent localement leur album Tout fout l'camp.
En 2021, ils jouent plusieurs concerts comme en mai à Pontivy, dans le Morbihan, dans le cadre de la Fête de la musique, et en juillet à Guémené-sur-Scorff. Le samedi 13 novembre 2021, les Glochos jouent à la salle des fêtes de La Chèze.

## Style musical
Le groupe se classe dans la catégorie chanson française humoristique. Il mêle différents styles musicaux, du rock au classique en passant par le médiéval, la salsa et le jazz. Puisant leur répertoire dans l'actualité, ils chantent des chansons considérées comme humoristiques et politiquement incorrectes ; une formule accordéon—violon—guitare. Le groupe se classe lui-même comme tel : « Faites revenir de la country, du rock 'n' roll et de l'émincé de bossa, ajoutez une pincée de biguine, remuez le tout en chauffant l'ambiance avec des textes piquants et bien relevés. C'est la recette gratinée que les Glochos vous proposent de venir déguster ». Ils se définissent aussi comme « Les Tontons flingueurs de la chanson française ».

## Membres
- Franck Jegoux — composition, chant, guitare
- Hervé Bertho — violon
- Philippe Guyard — accordéon

## Discographie
- 2000 : Camembert
- 2001 : Saucisson
- 2002 : Coulommiers
- 2003 : Plein la djeule pour pas un rond !
- 2005 : La Paire Noel dans une magnifique paire de chaussette
- 2007 : La Pharmacompile
- 2008 : Rien à cirer
- 2009 : Le DVD choc
- 2012 : Rien à fout' de la crise
- 2014 : Papi mamie
- 2016 : Tout fout l'camp
- 2019 : Tranche de rire : le répertoire des glochos en 15 chansons
- 2023 : L’art de faire l’âne